# Apaújfalu
Apaújfalu, Szászújfalu románul: Nou Săsesc falu Romániában, Erdélyben, Szeben megyében. Közigazgatásilag Szászszentlászló községhez tartozik.

## Fekvése
Erzsébetvárostól délkeletre, Nagykapus, Rudály és Almakerék közt fekvő település.

## Története
Apaújfalu nevét 1305-ben említette először oklevél. 1309-ben Ulrichius de S. Catherina néven említették, ekkor Ulricus nevű plébánosa is említve volt. (Györffy II. 282.) 1345-ben Szent Katalin nevű kápolnájának leégéséről maradt fenn adat.
A trianoni békeszerződés előtt Nagy-Küküllő vármegye Segesvári járásához tartozott.
1910-ben 976 lakosából 275 román, 3 magyar, 661 német és 37 cigány volt. Ebből 82 görögkatolikus, 664 evangélikus, 226 görögkeleti ortodox volt.

## Nevezetességek
- Evangélikus temploma - a 15. században épült, gótikus stílusban, Szent Mihály tiszteletére szentelték fel.  Szentélye keresztboltozatos. Keresztelőmedencéje a 16. századi. Különálló tornya mellől az egykori kőkerítés falai mára már hiányoznak.

## Források

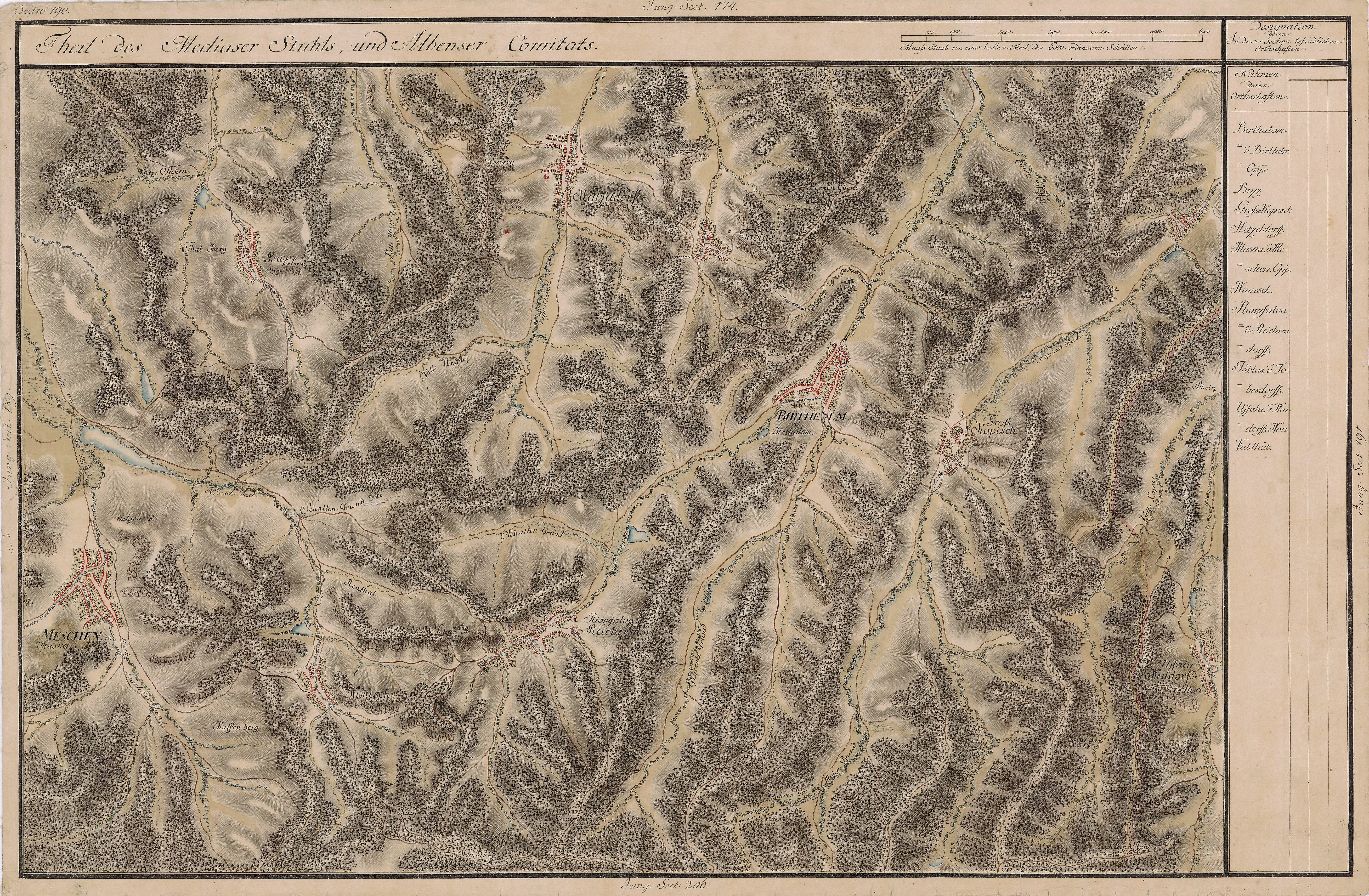

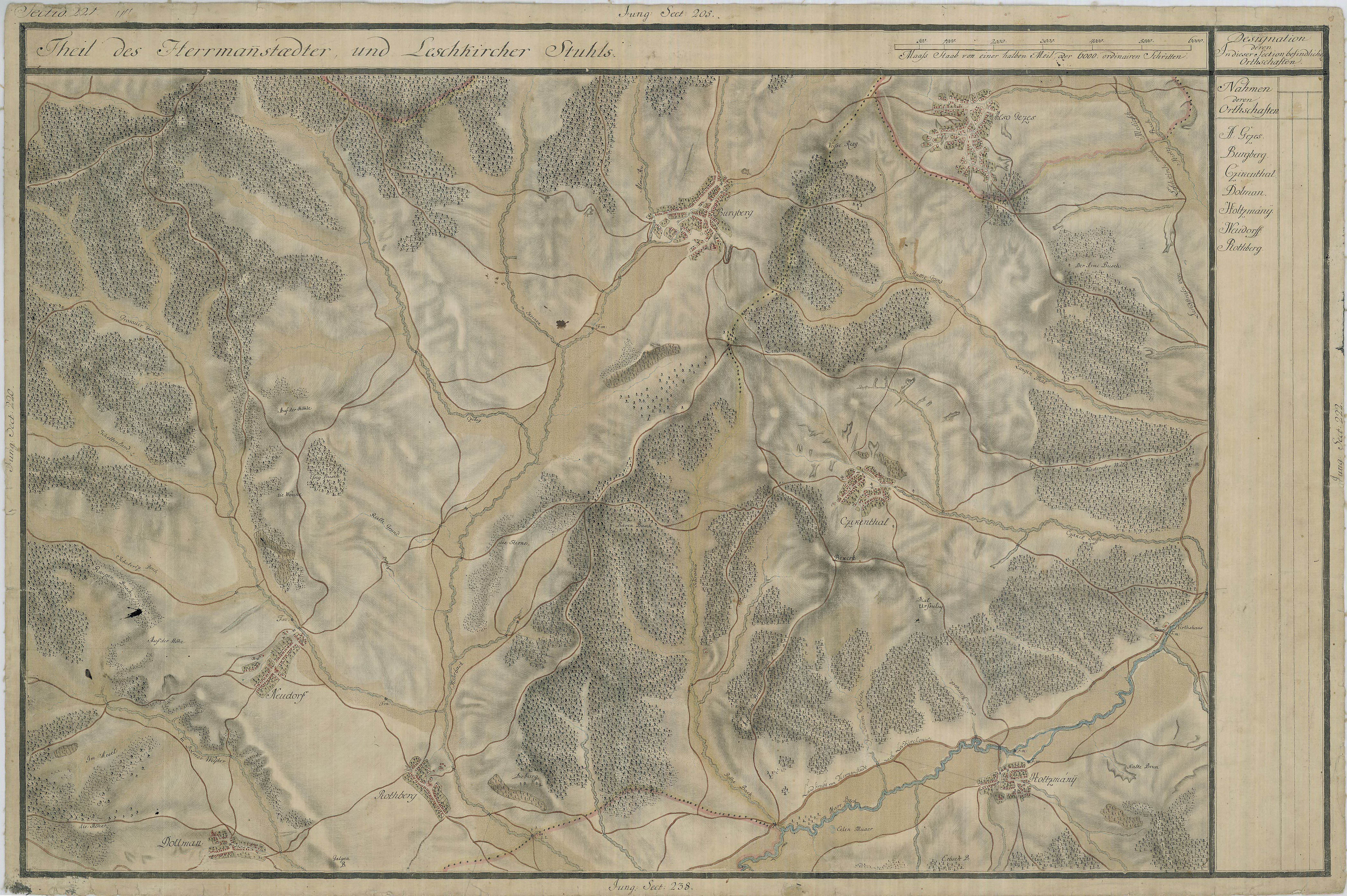